# 엘 그레코
엘 그레코(스페인어: El Greco, 1541년 10월 1일 ~ 1614년 4월 7일)는 그리스의 화가, 조각가, 건축가이다. 스페인에서 주로 활동하여 스페인 르네상스에 기여하였다. 본명은 도미니코스 테오토코풀로스(그리스어: Δομήνικος Θεοτοκόπουλος)이지만 "엘 그레코"는 포스트 르네상스 시절의 미술의 중심지가 이탈리아였던 시대 상황에 맞게, 그리스인인 그에게 "그리스인"이라는 말을 이탈리아식으로 부른 데서 기인한다.(그의 주무대였던 스페인식으로 부른다면 "엘 그리에고"이겠다)
처음에는 비잔틴 회화를 배웠다. 20세 무렵에 이탈리아에 가서 베네치아파 화가인 티치아노, 틴토레토 등에게서 풍부한 색채를 배웠으며, 안토니오 다 코레조로부터는 깊이 있는 명암에 의한 정서적 작품의 영향을 받았다. 1577년에 스페인의 톨레도로 이주한 후 종교적인 주제의 그림 속에서 독창적인 작품을 시작하였으며, 선명한 색과 그늘진 배경의 대조, 긴 열굴 표현 등의 틀을 유지했다.
대표적 작품에 <장님의 치료> , <에스폴리오>, <성 마우리티우스의 순교>, <오르가스 백작의 매장>, <목자들의 경배> 등이 있고, 풍경화 <톨레도의 풍경>과 <자화상>이 있다.

## 주요 작품

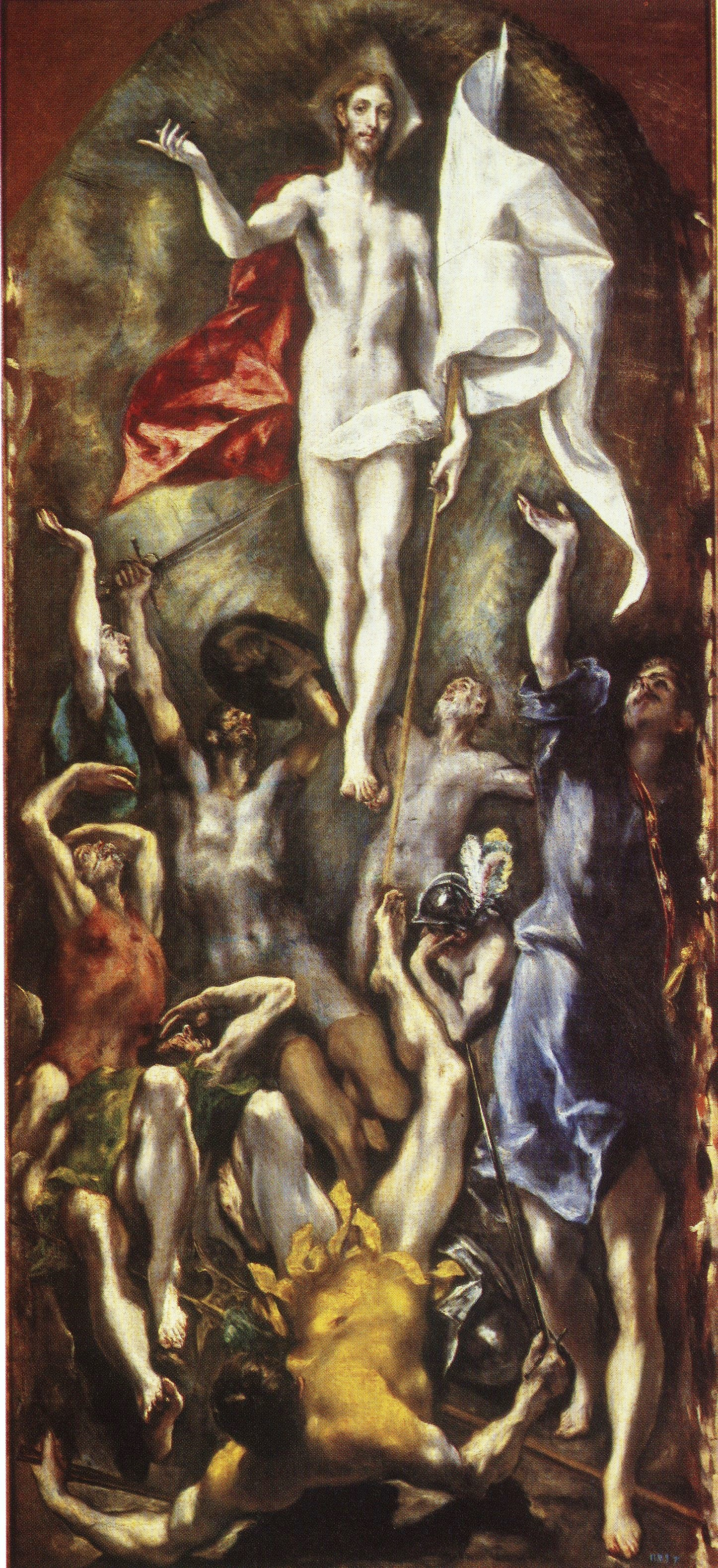
The Resurrection
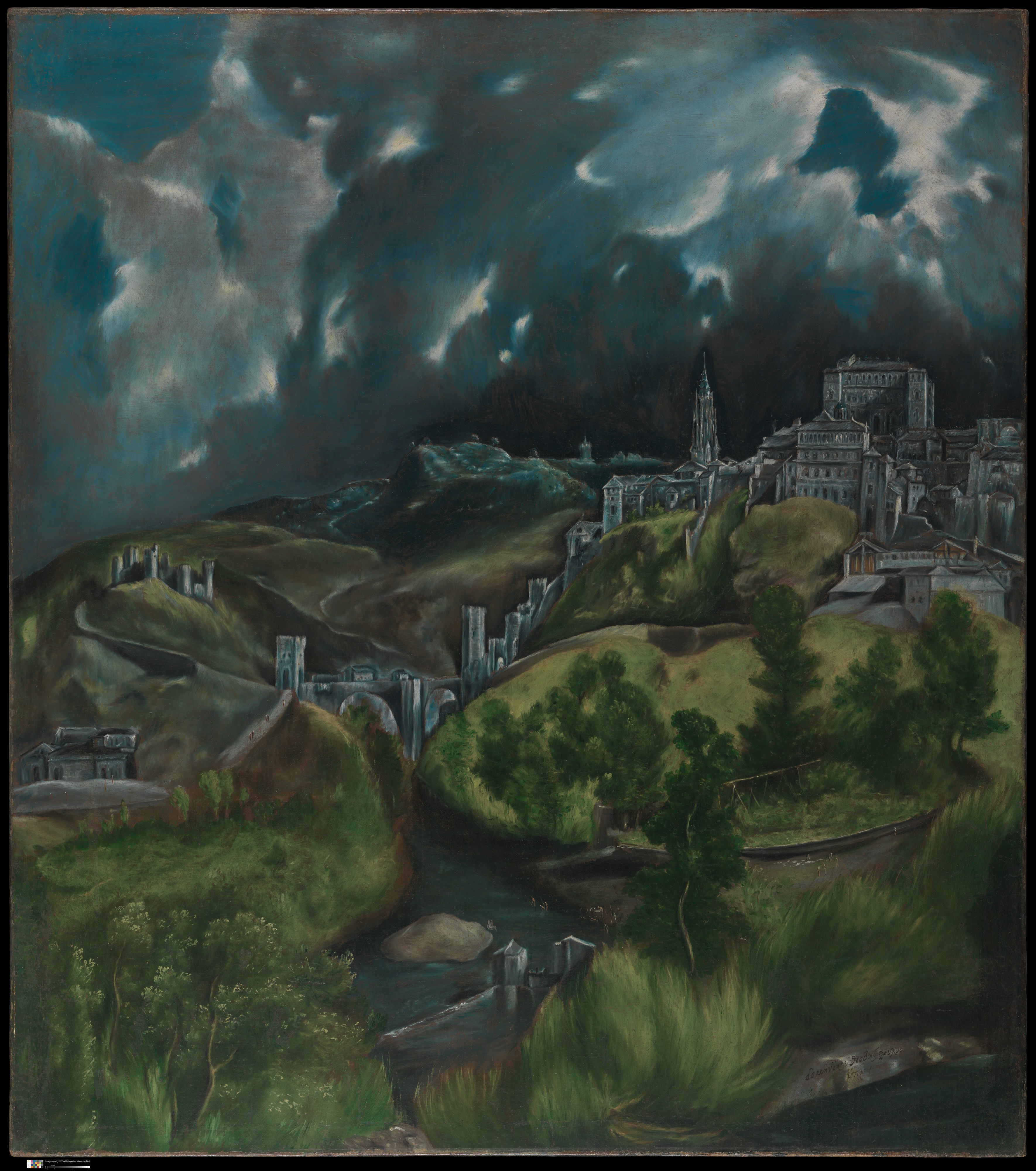
View of Toledo
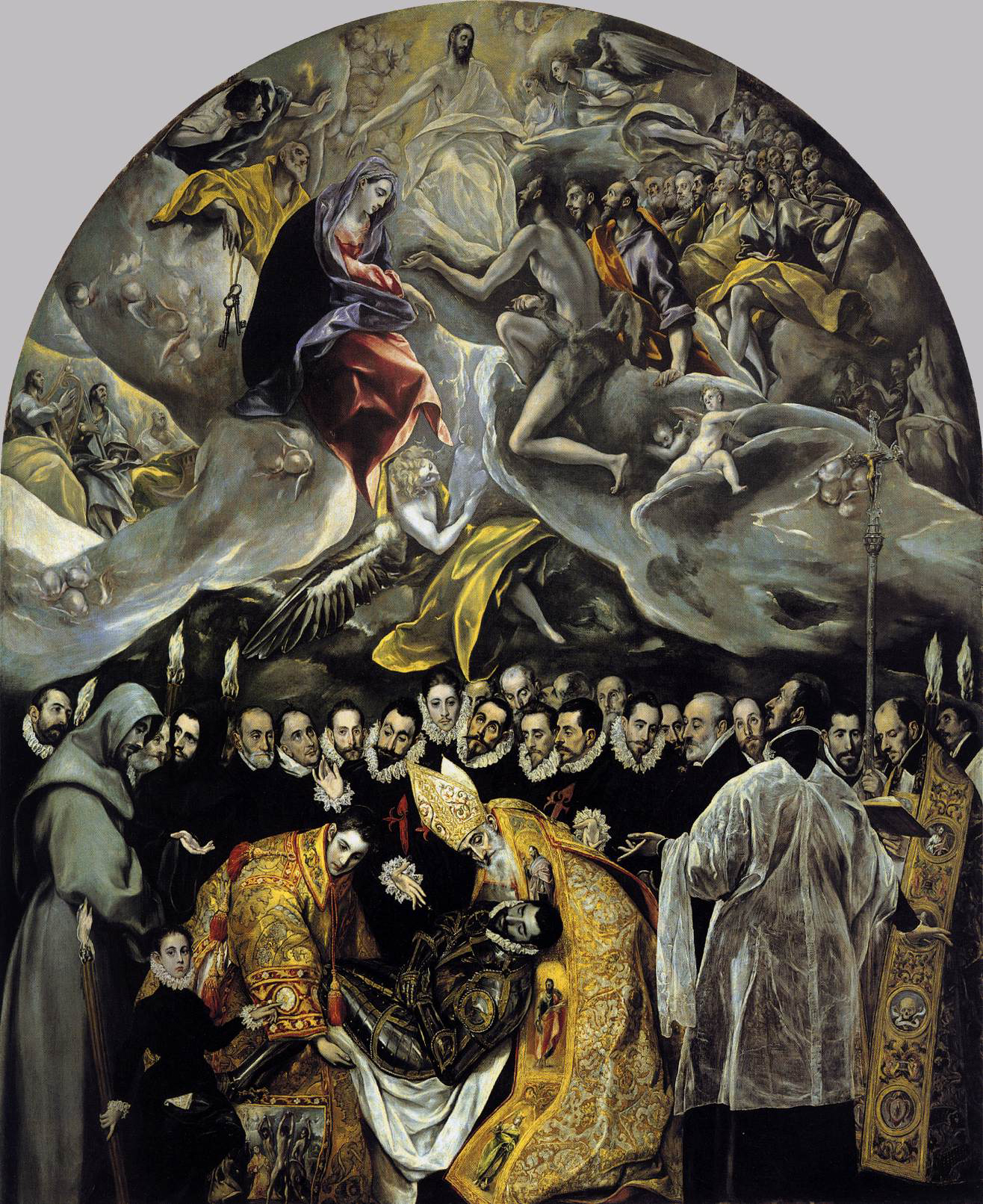
오르가스 백작의 매장
The Nobleman with his Hand on his Chest